# Circondario federale del Volga
Il circondario federale del Volga, o circondario federale di Privolžskij (in russo Приволжский федеральный округ?, Privolžskij federal'nyj okrug) è uno degli otto circondari federali della Russia, che forma la parte sud-orientale della Russia europea ed occupa una vasta zona degli Urali meridionali al confine con il Kazakistan.
La parte situata ad est del fiume Ural è spesso considerata parte della Russia asiatica, secondo la convenzione che pone il confine tra Europa ed Asia lungo il corso di questo fiume. Secondo la convenzione alternativa, che pone tale confine lungo il fiume Emba, l'intero circondario federale del Volga si estende invece su territori europei.

## Suddivisioni
| Circondario federale del Volga                                                                                      | Circondario federale del Volga                                                                                      | Circondario federale del Volga                                                                                      | Circondario federale del Volga                                                                                      |
| La mappa è numerata secondo l'ordine alfabetico cirillico, le repubbliche sono contrassegnate con un asterisco (*). | La mappa è numerata secondo l'ordine alfabetico cirillico, le repubbliche sono contrassegnate con un asterisco (*). | La mappa è numerata secondo l'ordine alfabetico cirillico, le repubbliche sono contrassegnate con un asterisco (*). | La mappa è numerata secondo l'ordine alfabetico cirillico, le repubbliche sono contrassegnate con un asterisco (*). |
| # | Bandiera | Soggetto federale                                                                                                   | Capitale |
| --- | --- | --- | --- |
| 1 | | Baschiria (*) (Республика Башкортостан)                                                                             | Ufa (Уфа) |
| 2 | | Oblast' di Kirov (Кировская область)                                                                                | Kirov (Киров) |
| 3 | | Repubblica dei Mari (*) (Республика Марий Эл)                                                                       | Joškar-Ola (Йошкар-Ола)                                                                                             |
| 4 | | Mordovia (*) (Республика Мордовия)                                                                                  | Saransk (Саранск)                                                                                                   |
| 5 | | Oblast' di Nižnij Novgorod (Нижегородская область)                                                                  | Nižnij Novgorod (Нижний Новгород)                                                                                   |
| 6 | | Oblast' di Orenburg (Оренбургская область)                                                                          | Orenburg (Оренбург)                                                                                                 |
| 7 | | Oblast' di Penza (Пензенская область)                                                                               | Penza (Пенза) |
| 8 | | Territorio di Perm' (Пермский край)                                                                                 | Perm' (Пермь) |
| 9 | | Oblast' di Samara (Самарская область)                                                                               | Samara (Самара) |
| 10 | | Oblast' di Saratov (Саратовская область)                                                                            | Saratov (Саратов)                                                                                                   |
| 11 | | Tatarstan (*) (Республика Татарстан)                                                                                | Kazan' (Казань) |
| 12 | | Udmurtia (*) (Удмуртская Pеспублика)                                                                                | Iževsk (Ижевск) |
| 13 | | Oblast' di Ul'janovsk (Ульяновская область)                                                                         | Ul'janovsk (Ульяновск)                                                                                              |
| 14 | | Ciuvascia (*) (Чувашская Республика)                                                                                | Čeboksary (Чебоксары)                                                                                               |

## Città principali
- Nižnij Novgorod (1.267.760)
- Kazan' (1.216.965)
- Samara (1.170.910)
- Ufa (1.105.667)
- Perm' (1.041.876)
- Saratov (875.460)
- Togliatti (712.690)
- Iževsk (643.496)
- Ul'janovsk (621.541)
- Orenburg (562.569)
- Penza (524.632)
- Naberežnye Čelny (526.750)
- Kirov (496.986)
- Čeboksary (480.741)
- Saransk (302.285)
- Joškar-Ola (265.044)